# 1:54
1:54 è un film del 2016 diretto da Yan England.
La pellicola, interpretata da Antoine Olivier Pilon, Lou-Pascal Tremblay, Sophie Nélisse, David Boutin, Patrice Godin, Robert Naylor e Anthony Therrien, è uscita sul grande schermo il 13 ottobre del 2016.
Il film è un thriller drammatico socio/psicologico che affronta il fenomeno del bullismo nelle scuole.

## Trama
Tim è uno studente sedicenne, timido e brillante, che ha sofferto a causa del continuo bullismo subito a scuola, con minacce e intimidazioni negli ultimi 5 anni da parte di alcuni dei suoi compagni di scuola e in particolare per mano di Jeff Roy. Tim, che vive con suo padre dopo la morte prematura della madre, non riesce a confidarsi con lui, nonostante gli sforzi di quest'ultimo per arrivare al fondo di ciò che sta causando il malessere del figlio.
La situazione di Tim diventa ancora più precaria nel corso dell'ultimo anno scolastico, a causa della sua assidua amicizia con il compagno di classe Francis, un giovane gay e per le questioni sessuali dello stesso Tim e la sua crescente infatuazione nei riguardi del coetaneo, anche se Tim è riluttante ad uscire il pubblico assieme.
Tim si dimostra inoltre d'essere anche riluttante ad andare alle autorità scolastiche perché non è un "boccino", ma trova conforto nell'amicizia di Jennifer, una compagna di scuola che prende a cuore il suo caso. Dopo un drammatico outing e il comportamento erratico di Tim che si distacca - almeno pubblicamente - da Francis per la paura di rimanere esposto alle crescenti inclinazioni che sente nascere dentro se stesso, il compagno commette suicidio.
Gli spettatori apprendono gradualmente che Tim era un corridore, ma che aveva dovuto interrompere un paio di anni prima quando sua madre morì. Il signor Sullivan, l'allenatore della squadra che dirige la scuola, sta spingendo forte per far tornare Tim alle corse e alla fine il giovane decide di rientrare - principalmente perché la vede come la sua opportunità di sfidare Jeff.
La sua decisione di unirsi alla squadra sportiva di "Les Coriaces" è stata prodotta dalla sola ambizione di qualificarsi per le nazionali per l'evento della corsa da 800 metri piani, la specialità del suo tormentatore e gran atleta della scuola Jeff. Questo è il modo in cui Tim riesce a vendicarsi di Jeff per tutte le sofferenze che questi gli ha causato. Il titolo 1:54 è il momento in cui Tim deve eseguire gli 800 m per qualificarsi per i campionati nazionali sulla distanza.
La cosa peggiora accade quando in un momento di debolezza dopo un festino scolastico, Tim intossicato dall'alcool si imbatte in un casuale incontro di sesso gay, con Jeff che filma l'intero incidente sul suo dispositivo cellulare. Mentre Tim raggiunge l'amatissimo tempo di Jeff di 1:54 in esecuzione, Jeff inizia a ricattarlo minacciando di far pubblicare il filmato sui social media nel caso in cui Tim prosegua con il suo piano di rubargli la posizione di primo in classifica alle qualificazioni.
Durante la corsa finale Jeff - arrabbiato e vendicativo - prima intimidisce Tim e poi in una mossa disperata, vedendo l'insistenza di Tim nel vincere la gara, incarica il suo amico di pubblicare il filmato online. Tim si è dovuto così confrontato con il doloroso sentimento nei confronti della sua sessualità in pubblico pieno di vergogna; trova però il sostegno del padre con cui fa coming out.
L'uomo supplica il consiglio scolastico di fermare Jeff e organizza per suo figlio la possibilità di finire l'anno scolastico da privatista a casa con l'aiuto dei suoi insegnanti; ma è oramai troppo tardi, visto che Tim ha già preparato una bomba artigianale per distruggere il palco durante le celebrazioni di Jeff dopo la vittoria di quest'ultimo e la qualificazione ai campionati nazionali.
Ha anche pubblicato un filmato sulla sua pagina online che spiega perché si sta impegnando in questo atto finale. Tim aveva sviluppato la sua abilità di fare bombe attraverso esperimenti chimici che aveva condotto come preparazione ad un precedente progetto di laboratorio congiunto con il suo defunto amico Francis.
Nel suo ultimo momento di rimorso, che potrebbe causare un grande caos e dolore, cerca di rimuovere la bomba che ha già piazzato, ma muore da solo mentre l'ordigno esplode tra le sue mani. L'ultima scena mostra le reazioni di molti che conoscevano Tim e che non potevano fare nulla, con l'amico di Jeff - e non con lo stesso Jeff - in un tardivo rimorso i quali provano a giustificare o ad auto-scusarsi affermando che le sue azioni erano intese come "solo un scherzo".